# Солер, Хулио
Ху́лио Се́сар Соле́р Барре́то (исп. Julio César Soler Barreto; родился 16 февраля 2005) — аргентинский футболист, левый защитник английского клуба «Борнмут».

## Клубная карьера
Воспитанник футбольной академии клуба «Ланус». 1 мая 2022 года дебютировал в основном составе «Лануса» в матче Кубка Профессиональной лиги Аргентины против «Индепендьенте». 3 июля 2022 года дебютировал в аргентинской Примере в матче против «Униона» из Санта-Фе.
В январе 2024 года перешёл в английский клуб «Борнмут».

## Карьера в сборной
Родился в Парагвае, но вырос в Аргентине. Выступал за сборные Аргентины до 20, до 23 лет и за олимпийскую сборную.